# Coenobita brevimanus
Coenobita brevimanus är en art av landlevande eremitkräfta som ursprungligen kommer från Afrikas östkust och sydvästra Stilla havet. Vuxna individer av denna art kan vara större än alla de andra arterna i släktet Coenobita, och kan väga upp till 230 gram. Artens klo är stor och ljuslila. Resten av kroppen har en mörkare färg av lila eller brun. Coenobita brevimanus har långa, smala ben och ögonskaft. 
Coenobita brevimanus lever i kolonier i det vilda. Den är en allätare, och dricker helst sötvatten.